# Whitestarr
Whitestarr – amerykański zespół rockowy, powstały w 2000 roku w Malibu, w stanie Kalifornia.

## Historia zespołu
Zespół Whitestarr powstał w 2000 roku. Aktualnie nagrywają dla wytwórni Atlantic Records. Od 2007 roku, na antenie MTV emitowany jest program Życie rockmena (The Rock Life) opisujący karierę zespołu.

## Skład zespołu
- Cisco Adler – wokal
- Alex "Orbi" Orbison – perkusja
- Damon Webb – gitara basowa
- Jeramy "Rainbow" Gritter – gitara elektryczna
- Tony Potato – tancerz z San Diego
- Johnny Zambetti – gitara elektryczna

## Dyskografia
- Luv Machine (2006)
- Fillith Tillith (2007)